# Megachile fasciatella
Megachile fasciatella är en biart som beskrevs av Heinrich Friese 1905. Megachile fasciatella ingår i släktet tapetserarbin, och familjen buksamlarbin. Inga underarter finns listade i Catalogue of Life.